# 坎迪巴
坎迪巴（葡萄牙語：Candiba）是巴西巴伊亚州的一个市镇。总面积397.965平方公里，总人口12066人，人口密度30.3人/平方公里。